# John Chetwynd
John Chetwynd (1643 - 9 décembre 1702), de Rudge, près de Sandon, dans le Staffordshire, est un député anglais.

## Biographie
Il est le fils aîné de John Chetwynd de Rudge.
Il est membre du Parlement pour Stafford de 1689 à 1695, puis de nouveau en 1701 et 1702. Dans l'intervalle, il siège pour Tamworth en 1698–1700. Il est nommé haut shérif de Staffordshire de 1695 à 1696.
Il est décédé en 1702. Il s'est marié en 1738[Passage contradictoire] avec Lucy, fille de Robert Roane de Tullesworth, Chaldon, Surrey et a trois fils et une fille.
Son fils, Walter Chetwynd (1er vicomte Chetwynd), hérite du domaine Ingestre de son lointain cousin, Walter Chetwynd, l’antiquaire, en 1693, ce qui a considérablement accru la notoriété de sa branche de la famille. Walter est créé vicomte Chetwynd en 1717, un titre auquel succédèrent les deux autres fils de John (John et William).
Sa fille Lucy a épousé Edward Younge, Bath King of Arms.